# Đi tìm thời gian đã mất
Đi tìm thời gian đã mất (tiếng Pháp: À la recherche du temps perdu) là bộ tiểu thuyết gồm 7 tập của nhà văn Pháp Marcel Proust, được viết từ 1908-1909 đến 1922 và xuất bản từ 1913 đến 1927, trong đó 3 tập cuối chỉ được xuất bản sau khi tác giả qua đời. Tiểu thuyết này được xếp vào trong số 10 cuốn tiểu thuyết được thanh niên Pháp ưa thích nhất trong thế kỷ 20. Tạp chí Time cũng bình chọn Đi tìm thời gian đã mất nằm trong danh sách mười cuốn sách vĩ đại nhất mọi thời đại.

## Quá trình sáng tác
Marcel Proust bắt đầu viết Đi tìm thời gian đã mất từ những năm cuối thế kỷ 19 và đã bỏ dở rồi lại viết tiếp mấy lần. Năm 1908, ông bắt đầu viết lại lần thứ ba và năm 1912 hoàn thành quyển 1: Bên phía nhà Swann (Du côté de chez Swann). Ba nhà xuất bản từ chối tác phẩm nhưng cuối cùng Grassaet nhận in vào năm 1913. Quyển 2, Dưới bóng những cô gái đương hoa (A l’ombre des filles en fleur), ra đời năm 1919. Trong ba năm cuối cuộc đời, tự giam mình trong một gian phòng cách biệt với xã hội, Proust đã viết ngày viết đêm và hoàn thành bộ sách với quyển 3: Về phía nhà Germantes (Côté de Guermantes, 1920 đến 1921); quyển 4: Sodome và Gomorrhe (Sodome et Gomorrhe, 1921 đến 1922); quyển 5: Cô gái bị cầm tù (La Prisonnière, 1923); quyển 6: Albertine biến mất (Albertine disparue, 1925) và quyển 7: Thời gian tìm lại được (Le Temps retrouvé, 1927).
| Tập | Tiếng Pháp                            | Phát hành           | Tiếng Việt                       |
| --- | ------------------------------------- | ------------------- | -------------------------------- |
| 1   | Du côté de chez Swann                 | 1913                | Bên phía nhà Swann               |
| 2   | À l'ombre des jeunes filles en fleurs | 1919                | Dưới bóng những cô gái đương hoa |
| 3   | Le Côté de Guermantes                 | 2 tập: 1920 và 1921 | Về phía nhà Guermantes           |
| 4   | Sodome et Gomorrhe                    | 2 tập: 1921 và 1922 | Sodome và Gomorrhe               |
| 5   | La Prisonnière                        | 1923                | Cô gái bị cầm tù                 |
| 6   | La Fugitive Albertine disparue        | 1925                | Albertine biến mất               |
| 7   | Le Temps retrouvé                     | 1927                | Thời gian tìm lại được           |

## Nhân vật
Một số nhân vật chính:
- Nhân vật "tôi"
- Người mẹ
- Bà ngoại
- Albertine
- Françoise
- Charles Swann
lấy cảm hứng từ Charles Haas
- Odette (bà Swann)
- Gilberte Swann
- Robert de Saint-Loup
- Nam tước Charlus
- Bà Verdurin
- Nữ công tước Guermantes
lấy cảm hứng chính từ Geneviève Halévy và Nữ bá tước Greffulhe

## Nội dung
Đi tìm thời gian đã mất là tiểu thuyết có dấu ấn tự truyện với nhân vật chính là người kể chuyện ở ngôi thứ nhất xưng "tôi". Nhân vật "tôi" kể chuyện mình từ ngày còn nhỏ, với những ước mơ, dằn vặt, mối tình với Gilberte - con gái của Swann; với Albertine - một trong "những cô gái tuổi hoa", mối tình thơ mộng và đau xót làm cho nhân vật quằn quại. Còn có những thiên đường tuổi ấu thơ; một xã hội thượng lưu giả dối, nhạt nhẽo; Albertine sống bên cạnh Marcel như một "nữ tù nhân", rồi chết một cách thảm thương. Cuối cùng "thời gian lại tìm thấy", có nghĩa là người kể chuyện tìm ra lẽ sống của mình là cống hiến cuộc đời cho nghệ thuật. Tất cả những hoạt động xã hội chỉ là "thời gian đã mất" và người kể chuyện biến cái thời gian đã mất ấy thành một hành động sáng tạo nghệ thuật.

## Giá trị tác phẩm
Cốt truyện của Đi tìm thời gian đã mất chỉ đơn giản như phần nội dung đã nói, song ý nghĩa và giá trị tác phẩm không phải ở đấy mà ở trăm nghìn chi tiết khác, ở kiến trúc thâm u, đồ sộ với muôn ngàn ngóc ngách; ở những phân tích sâu sắc, nên thơ, những cảm xúc dạt dào hay ẩn hiện. Quyển tiểu thuyết lớn này chứa đựng nhiều quyển tiểu thuyết nhỏ; ở đây có tiếng thủ thỉ tâm tình triền miên, như không bao giờ chấm dứt, có nhiều tiếng nói, có tiếng nhạc xa xôi dội về và những bóng người. Đi tìm thời gian đã mất là một giấc mơ vô tận. Trong môi trường gia đình (về phía nhà Swann) và môi trường quý tộc (về phía nhà Germantes), hình bóng những nhân vật hiện lên, dần dần xóa nhòa và biến đi; cuối cùng nổi lên một nhân vật duy nhất, có thể tồn tại với thời gian: Marcel.
Đi tìm thời gian đã mất là công cuộc đi tìm cái tôi, với muôn ngàn bóng dáng, luôn luôn thay hình đổi dạng. Có nhiều nhân cách trong một nhân cách, nhiều hữu thể trong một hữu thể. Đó là ý nghĩa sâu xa của tác phẩm. Cái tôi ấy được khơi dậy từ quá khứ. Một kỷ niệm bỗng nhiên sống lại từ bóng tối của thời gian, ký ức là một sức mạnh sáng tạo như Proust đã viết: "Những thiên đường thật là những thiên đường đã mất". Những tư tưởng này được gợi ý phần nào từ tư tưởng triết học của Henri Bergson về yếu tố thời biến của thời gian, và trùng hợp với yếu tố tiềm thức của Sigmund Freud.
Từng bị giới nghiên cứu Mác xít đánh giá là tác phẩm muốn "di chuyển" vấn đề xung đột giữa cá nhân và xã hội tư sản tàn bạo vào nội tâm con người, xa rời hiện thực, nhưng từ góc độ khác có thể thấy Đi tìm thời gian đã mất mở đầu cho tiểu thuyết mới thế kỷ 20 với những câu văn dài bất tận như dòng suy tư, cấu trúc ngữ pháp đặc biệt để tạo nên những lớp thời gian chồng lên nhau tưởng như không thể gỡ ra được, những thể nghiệm về một độ căng thời gian kể chuyện... Câu chuyện tưởng như chỉ xoay quanh những chủ đề mang tính chất riêng tư của một nhân vật, nhưng giờ đây khi đọc lại với một đồ lùi thời gian đáng kể, người ta còn nhìn thấy sự đan cài vào những lớp thời gian của truyện những câu chuyện thời sự đầu thế kỷ 20 (vụ Dreyfus), những hình ảnh về xã hội thượng lưu phù hoa (thời trang), về những người lao động chân tay trực tiếp (những người nấu bếp)...
Như chính các nhà văn thế kỷ 20 thừa nhận, dù thích hay không thích thì tác phẩm cũng này là một biểu hiện cụ thể buộc các nghệ sĩ hiện đại phải thay đổi cách nhìn của mình về thế giới và tất nhiên cả cách thể hiện thế giới ấy. Đi tìm thời gian đã mất vì thế trở thành một cột mốc trong hành trình thời gian của tiểu thuyết hiện đại thế kỷ 20.

## Bản dịch tiếng Việt
- Nhà xuất bản Văn học:
  - Dưới bóng những cô gái tuổi hoa, Nguyễn Trọng Định dịch, in lần đầu làm 2 tập. Tái bản lần 1 năm 2006 in thành 1 tập, tái bản lần 2 năm 2008 in 1 tập.
- Nhà xuất bản Văn học và Công ty Cổ phần Văn hóa và Truyền thông Nhã Nam:
  - Dưới bóng những cô gái tuổi hoa, Nguyễn Trọng Định dịch, 2008. Tái bản lại bản dịch của Nguyễn Trọng Định từ Nhà xuất bản Văn học, nhưng hiện tại đã được dịch mới lại từ đầu và phiên bản này không tái bản lại nữa.
  - Bên phía nhà Swann, Đặng Thị Hạnh, Lê Hồng Sâm, Dương Tường và Đặng Anh Đào dịch, 2014.
  - Dưới bóng những cô gái đương hoa, Dương Tường dịch, 2018.

## Chuyển thể
- Un amour de Swann (1984, của Volker Schlöndorff với Jeremy Irons và Ornella Muti)
- Le temps retrouvé (1999, của Raoul Ruiz với Catherine Deneuve, Emmanuelle Béart và John Malkovich)
- La Captive (2000, của Chantal Akerman)
- À la recherche du temps perdu (2011, của Nina Companeez) (TV)